# Computerterminologi
Computerterminologi er den anvendte terminologi inden for EDB, IT og andet vedrørende computere. Computerterminologien omfatter allerede en lang række ord, der dog stadig vil vokse meget med tiden. Størstedelen af ordene er faglige, men der findes også udtryk spillere og brugere selv har fundet på, som fx "lol", "rofl", mm.
| Programmering | Spire Denne artikel om datalogi eller et datalogi-relateret emne er en spire som bør udbygges. Du er velkommen til at hjælpe Wikipedia ved at udvide den. |